# Giovanni Andrea Dragoni
Giovanni Andrea Dragoni (* um 1540 in Meldola; † Dezember 1598 in Rom) war ein italienischer Kapellmeister und Komponist.

## Leben
Da Dragoni ein Verwandter und Schüler Palestrinas war, erhielt er auf dessen Intervention die Stelle als Kapellmeister an der Bischofskirche San Giovanni in Laterano in Rom, die er bis zu seinem Ableben innehatte. Er schuf etliche Werke geistlicher Vokalmusik, darunter mehrstimmige Madrigale, Villanellen und Motetten.